# 乌尔夫·霍夫曼
乌尔夫·霍夫曼（德語：Ulf Hoffmann，1961年9月8日—），德国男子竞技体操运动员。他曾获得1988年夏季奥运会体操比赛男子团体全能银牌。他的哥哥卢茨同样是体操运动员。